# مرگوش
مرگوش (به یونانی: Μαργιανή مارگیانی، فارسی باستان: مرگوش فارسی میانه: مرو) یک سرزمین تاریخی است با مرکزیت مرو و همین‌طور یک ساتراپی کوچک در ساتراپی باختر از شاهنشاهی هخامنشی بود و بعداً تبدیل به استانی در امپراتوری سلوکی، شاهنشاهی اشکانی و شاهنشاهی ساسانی شد.

## موقعیت جغرافیایی
این سرزمین در کناره دشت مرغاب (رود) واقع شده است. در دوران هخامنشی، این ایالت هم‌مرز با سرزمین پارت در غرب، سغد در شمال و باکتریا (بلخ) در جنوب و شرق بود.

## شورش علیه داریوش بزرگ
از این سرزمین برای نخستین بار در سنگ‌نبشته مشهور داریوش بزرگ در بیستون نام برده شده است.
در سنگ‌نبشته بیستون، داریوش بزرگ به شورش ایالت مرگوش پس از سفر وی به بابل اشاره نموده است:
ستون دوم، بند دوم: «داریوش شاه گوید: آنگاه که من در بابل بودم؛ این سرزمین‌ها بر من شورشی شدند: پارس، خوزیه، ماد، آشور، مصر، پارت، مَـرگوش، ثَـتَـگوش و سکا.»
در بخش دیگر به رهبر شورش اشاره می‌کند:
ستون سوم، بند سوم: «داریوش شاه گوید: سرزمینی به نام مَـرگوش بر من شورید. مردی از مرو به نام «فْـرادَه» را به سرداری برگزیدند. سپس من یک پارسی پیرو خودم به نام «دادَرشیش» (دادَرشی)، که شهربان بلخ بود را به رویارویی با او فرستادم و او را چنین گفتم که برو و سپاهی که خود را از من نمی‌داند، درهم شکن. پس از آن دادَرشی با سپاه رهسپار شد و با مروزیان نبرد کرد. اهورامزدا مرا یاری داد. به خواست اهورامزدا سپاه من به سختی آن سپاه شورشیان را شکست داد. آنگاه که نبرد درگرفت، ۲۳ روز از ماه «آثْـری‌یادی‌یَـه» (آثْـریاد) گذشته بود.»
ستون چهارم، بند دوم: «یک مروَزی به نام فْـرادَه بود. او به دروغ می‌گفت: «من شاه مرو هستم.» او مرو را شوراند.»